# Aristóbulo Deambrossi
Aristóbulo Luis Deambrossi (Belén de Escobar, 19 de junho de 1917 - 12 de setembro de 1995) foi um futebolista argentino.
Deambrossi foi um dos maiores ídolos do River Plate, onde jogou de 1935 e 1946. Ganhou cinco campeonatos argentinos no período, em 1936, 1937, 1941, 1942, 1945. Ponteiro, integrou o início da formação do celebrado elenco conhecido como La Máquina que o River teve na década de 1940. Compensava com velocidade e grande habilidade em adentrar na área adversária o fato de não ser corpulento, mas foi perdendo lugar na equipe titular após a ascensão de Félix Loustau e Juan Carlos Muñoz.
Curiosamente, poderia ter se consagrado também no arquirrival Boca Juniors: era o técnico do elenco auriazul vice-campeão da Taça Libertadores da América de 1963 para o Santos de Pelé.